# Gastrophryne
Gastrophryne – rodzaj płazów bezogonowych z podrodziny Gastrophryninae w rodzinie wąskopyskowatych (Microhylidae).

## Zasięg występowania
Rodzaj obejmuje gatunki występujące od południowych Stanów Zjednoczonych do Hondurasu.

## Systematyka

### Etymologia
Gastrophryne: gr. γαστηρ gastēr, γαστρος gastros „brzuch”; φρυνη phrunē, φρυνης phrunēs „ropucha”.

### Podział systematyczny
Do rodzaju należą następujące gatunki:
- Gastrophryne carolinensis (Holbrook, 1835) – żabka karolińska[6]
- Gastrophryne elegans (Boulenger, 1882)
- Gastrophryne mazatlanensis (Taylor, 1943)
- Gastrophryne olivacea (Hallowell, 1856) – norówka wielkorówninna[7]